# 日下部加奈
日下部 加奈（くさかべ かな、1995年7月11日 - ）は、日本のAV女優。プライムエージェンシー→GG所属。

## 略歴
2018年4月にソフト・オン・デマンド（SOD）に入社、宣伝部に配属。同年11月13日より宣伝部のツイッターを綾瀬麻衣子と2人で受け継ぐ。なお、ツイッターを受け継いだ時にフォロワーからAVデビューについて問われた際には、2人とも（デビューの）予定はないと答えていたが、上司のすすめもあり、月刊ソフト・オン・デマンドDVDの2019年4月号でAV出演することが発表され、SOD社員のまま2019年3月にAVデビュー。
2019年7月をもってSODを退社。同年8月13日より新たにツイッターを開始し、9月にMOODYZ（ムーディーズ）専属女優としてデビューすることを報告した。また12月13日には、MOODYZの最優秀新人賞に選ばれた。
2021年1月よりアタッカーズ専属となり、2022年8月9日には、マドンナへ移籍したことを報告した。
2025年2月17日週FANZA通販フロアランキングにて出演した『マドンナALL専属バスツアー2025 ハーレムを掴み取った男たちが極上の美女を独占!! 酒池肉林のお祭りはまだまだ続く!! 夢の大共演 & 大乱交FESTIVAL!! 後編』が初登場8位となる。

## 人物
趣味・特技は映画鑑賞、バレーボール、字を書くこと。
自身がAVに出演するとは思っていなかったが、SOD社員時代に上司から出演を薦められたのをきっかけに、「この業界に興味があってSODというメーカーに入社した訳だし、もっと現場を知るために出てみよう」と『SOD女子社員・日下部加奈』として3作品のAVに出演。そうしているうちに、スタッフがAVを真剣に作っていることを知り、自身もみんなで協力して一つの作品を作ることに楽しさを感じ、また色々な挑戦をしたいという思いも持っていたことから、SODを退社して本格的にAV女優として活動することを決めた。
SOD退社後のプロフィールでは「元トリンプ下着販売員」と記述されることがある。
デビュー時はIカップだったが、デビュー後に下着を買いにお店に行った際に計ってもらったらJカップになっていたが、Jカップのブラジャーが20代の着けるデザインではなかったので、窮屈ではあるがIカップを使用している。小学5年生でFカップあった。
普段の服装はワンピースなどお姉さん系。
AV男優の澤野ヒロムは胸に顔をうずめるだけで癒される癒し系としながら、「それでいてイタズラっ子のような愛嬌がある」「不意に乳首をイジってきて僕の反応を楽しんでいる」と時折見せる茶目っ気や愛嬌も論評している。

## 作品
◎はBD版発売作品。

### アダルトDVD / BD
- 爆乳IカップのSOD女子社員 新卒入社1年目 宣伝部 日下部加奈(23) AV出演(デビュー)!!（3月21日、SODクリエイト）
- 引っ込み思案で赤面症な隠れ爆乳Iカップ SOD女子社員宣伝部新卒入社2年目「日下部加奈(23)」 おっぱいばかりを執拗にイジり続ける社内羞恥 業務命令（5月23日、SODクリエイト）
- SOD女子社員宣伝部入社2年目 日下部加奈 Jカップ美巨乳女子社員が真心こめて ユーザーリクエストにお応えする 9コーナー240分!!（7月25日、SODクリエイト）
- Jカップ宣伝部女子社員がAV女優に転職 真面目で控え目なカラを破る MOODYZ電撃移籍 覚醒4本番スペシャル（9月13日、MOODYZ）
- 爆乳Jカップで追撃連射!! 身動き取れない状態でムギュっと痴女られる（10月13日、MOODYZ）◎
- 宣伝部女子社員だったJcup巨乳がドキドキ初挑戦 ご奉仕ソープランド（11月13日、MOODYZ）
- 理性が吹き飛ぶほどの絶頂 ポルチオ開発 ビクビク痙攣Special（12月13日、MOODYZ）
- SOD女子社員 10名のAVデビューSEX集めました! 2枚組8時間 宣伝部 日下部加奈の未公開SEX付き 永久保存版（12月26日、SODクリエイト）※オムニバス作品

- 最高のオンナと見つめ合って何度も求め合った一泊二日温泉旅行（2月13日、MOODYZ）
- 妻には言えない逆NTR残業 巨乳女上司と二人きりで朝まで痴女られ続けたボク。（3月13日、MOODYZ）
- 女教師レ×プ輪姦 日下部加奈（4月13日、MOODYZ）◎
- ムラムラが抑えきれずに本番しちゃう敏感Jカップおっパブ嬢（5月13日、MOODYZ）
- 神乳ヌルヌル揉みイカせ!! 性感おっぱい刺激オイルマッサージ（6月13日、MOODYZ）
- 爆乳Jcupがチ○ポまみれで壮絶アクメ はじめての大乱交コスプレSPECIAL（7月13日、MOODYZ）
- 激イキ263回! 膣痙攣4900回! イキ潮10000cc! 禁欲焦らしオーガズム大覚醒スペシャル!! 〜30日間溜め込んだ性欲が爆発した一日〜 日下部加奈（8月13日、MOODYZ）◎
- エアコンが壊れた深夜の残業オフィスに同僚と二人きり。じっとり汗だくで朝まで欲情してしまった私…（9月13日、MOODYZ）
- 亀頭をパンパンにさせちゃう悶絶オイル性感エステ 大量射精へ誘う寸止め焦らし 連続射精・男潮・睾丸開眼コース（10月13日、MOODYZ）
- 優しすぎて断り切れない巨乳女子大生が姉から預かった甥っ子に犯され続けた5日間（11月13日、MOODYZ）
- 「もう射精してるってばぁ!」状態で跨り淫語お姉さんにヌカれ続けたボク（12月13日、MOODYZ）

- バイト先の欲求不満な人妻とヤリまくった日々。日下部加奈（1月7日、アタッカーズ）◎
- 田舎住まいの無防備な巨乳お姉さんと毎日ねっとり汗だく交姦。（2月7日、アタッカーズ）[14]
- 日下部加奈 MOODYZ出演全15タイトル完全収録 12時間BEST（3月1日、MOODYZ）※女優ベスト
- 媚肉妻の告白 夫とセックスレスな私は絶倫過ぎる義父の泥沼のようなセックスに何度もイカされてしまいました。（3月7日、アタッカーズ）[15]
- 絶倫過ぎる生徒とラブホテルでコンドームの箱が空になるまでセックスしまくった。（4月7日、アタッカーズ）
- 彼女のお姉さんと中出しセックスに明け暮れた日々。（5月7日、アタッカーズ）
- 初めて彼女が出来た僕は、近所に住む年上のお姉さんにセックスを教えてもらった。（6月7日、アタッカーズ）
- 人妻巨乳秘書 舐め犯された社長室（8月7日、アタッカーズ）
- 大嫌いな上司の奥さんと三日三晩ヤリまくった記録。（9月7日、アタッカーズ）
- プライドの高い同期入社の女上司と出張先で相部屋。意外と押しに弱くて朝まで溺れるようにヤリまくった。（10月5日、アタッカーズ）
- あなた、許して…。 男やもめのブルース6（11月2日、アタッカーズ）
- 市役所に勤める地味な巨乳妻とめちゃくちゃセックスした話。（12月7日、アタッカーズ）

- 柔道部の林間合宿に臨時顧問として来た綾子先生は俺たちの絶倫セックスに堕ちました(笑)（1月4日、アタッカーズ）
- 愛する妻が浮気しているかもしれない…。しかも相手は俺の大嫌いなあの男。（2月1日、アタッカーズ）
- 欲求不満な隣のお姉さんと巣ごもりセックスに明け暮れた日々。（3月1日、アタッカーズ）
- 夫の借金を肩代わりしてくれた男の店で、際ど過ぎる格好で接客をさせられてしまった私。（4月5日、アタッカーズ）
- 母の友人と秘密の肉体関係に溺れて。（5月3日、アタッカーズ）
- 日下部加奈 8時間 ATTACKERS THE BEST（5月3日、アタッカーズ）※ベスト盤
- 社内で一番真面目な日下部さんは裏垢で裸を晒すビッチだった。 （6月7日、アタッカーズ）
- 新婚の美奈先生は校内一、問題児の性玩具をさせられている。（7月5日、アタッカーズ）
- 無類の女好きで超絶倫、義父の濃厚種付けセックス。 （8月2日、アタッカーズ）
- 電撃移籍 Madonna専属 日下部加奈 全身全霊で貪り合う本気の汗だく中出し3本番（9月13日、マドンナ）
- Jカップ専属第2弾!! 人気NTR作品に登場!! 町内キャンプNTR テントの中で何度も中出しされた妻の【閲覧注意】寝取られ映像 日下部加奈（10月11日、マドンナ）
- NGR -ナガサレ- 義兄に犯され初めての絶頂を知った嫁 日下部加奈（11月8日、マドンナ）
- ATTACKERS 女優名鑑 日下部加奈 15時間（12月6日、アタッカーズ）※単体ベスト
- 妻には口が裂けても言えません、義母さんを孕ませてしまったなんて…。-1泊2日の温泉旅行で、我を忘れて中出ししまくった僕。- 日下部加奈（12月13日、マドンナ）

- これは部下に厳しいムチムチ女上司にセクハラしたら怒られるどころかセックスまで出来た話です。日下部加奈（3月14日、マドンナ）
- 好きだったのに貧乳をバカにした幼馴染と十数年ぶりの再会- 大人で急成長し現在Jカップの私はバカにした回数すんごいパイズリで理解らせてヤった。 日下部加奈（5月16日、E-BODY）
- 彼女のお姉さんは巨乳と中出しOKで僕を誘惑 日下部加奈（5月16日、OPPAI）
- 世話好きで優しいJカップ看護師が傷心のボクを救ってくれた抜かずの没頭ナマハメ24発 日下部加奈（6月6日、MOODYZ）
- 出張先で内気な部下がまさかのホロ酔い性欲解放! 神乳ブルブル淫語まみれ10発ヌキ尽くし中出し絶倫ビッ痴! 日下部加奈（6月6日、ワンズファクトリー）
- 夜勤パート妻NTR 闇にまぎれて人妻は不倫に溺れていく…。 日下部加奈（7月18日、溜池ゴロー）
- 僕を叱ってきたJカップ巨乳女教師を親の権力を使って 3日間僕専用メイドで雇って中出し謝罪させた。 日下部加奈（7月25日、本中）
- 巨乳で可愛い婚約中の彼女が俺の親父に寝取られ種付けプレスされていた。 日下部加奈（8月8日、ダスッ!）
- 「性欲を制する者は学業を制す!」 お母さんで良いなら好きにヤリなさい! 実写版 日下部加奈（9月5日、MOODYZ）[16]
- 美しい人妻のねっとり甘い接吻と高級ランジェリーSEX 田舎育ちの僕を誘惑する都会暮らしの叔父の妻 日下部加奈（9月5日、Fitch）
- 理性が吹き飛ぶほどの爆乳人妻に、何度も禁断中出しを繰り返してしまった。 日下部加奈（9月26日、ROYAL）
- 私の胸、大きすぎてゴメンね こんな場所なのに、Jカップ密着!! 勃起を誘う痴女中出しデート 日下部加奈（10月10日、マドンナ）
- バイト先の先輩コンビにエグい淫語と乳ハラで痴女られるW巨乳ハーレム射精シフト 日下部加奈 小花のん（10月17日、OPPAI）
- 脱がせたら凄かった! 会社の後輩の加奈ちゃんはオホ声でイキまくる僕のチ○ポに従順な変態地味巨乳 日下部加奈（11月7日、Fitch）
- もうすぐ妻が帰ってきます。 日下部加奈（11月28日、ダスッ!）
- ご奉仕メイドは淫乱こねくり舐めビッ痴 唾液たっぷりベロキス乳首イジり! 日下部加奈（12月5日、ワンズファクトリー）
- アダルトグッズ会社に配属された私。 最高のおっぱい型オナホを開発するために、自分のJcupを駆使して社員のチ●ポを徹底パイズリ研究。 日下部加奈（12月19日、E-BODY）

- ATTACKERS 女優名鑑 日下部加奈2 13時間（1月2日、アタッカーズ）※単体ベスト
- 余命宣告を受け入院した大好きな義父にもっとずっと長生きしてほしくて… 一ヶ月間、旦那に内緒で延命パイズリ & 中出しSEXで病気吹き飛ばすほど射精させまくった! 日下部加奈（1月30日、本中）
- 闇に堕ちた女特別捜査官 エクスタシー・トリガーの惨劇! 日下部加奈（2月6日、アタッカーズ）[17]
- 専属再びー。Jカップ美女が不貞とオイルにまみれ本格NTRに堕ちるー。 ヌードモデルNTR 上司と羞恥に溺れた妻の衝撃的浮気映像 日下部加奈（3月26日、マドンナ）
- 人妻秘書、汗と接吻に満ちた社長室中出し性交 美人秘書の極まるグラマラスBODY―。 日下部加奈（4月23日、マドンナ）◎
- Madonna20周年記念 × 痴女特化レーベル《アチージョ》1周年記念作品!! Madonna専属イイオンナ軍団がウブ青年を狩りまくる春の童貞卒業式 推川ゆうり 木村玲衣 日下部加奈 吹石れな（4月23日、マドンナ）◎
- シリーズ累計12万DL超え!! 原作：越山弱衰 イイ湯湧いてます ムッチリビキニFUCKを描いた続編 「イイ湯湧いてますかぽ～ん」& 実写だけのオリジナルエピソードも追加!! 日下部加奈（5月28日、マドンナ）◎
- 天使のような顔して下品にM男を喰い漁る発情期の肉感痴女 日下部加奈（6月25日、マドンナ）◎
- 国宝級のグラマラス、待望のソープシリーズに初・登・場!! 身も心も相性抜群の2人―。 ’想い’と’唇’が重なる濃密接吻ソープ 日下部加奈（7月23日、マドンナ）
- ママ友に誘われたマッチングアプリで、‘推しの年下’を一緒に甘く飼い慣らす。 日下部加奈 姫咲はな（8月27日、マドンナ）
- 背徳の寝取らせシアタールーム 低俗男たちの醜い肉棒で汚された貞淑妻ー。 日下部加奈（9月24日、マドンナ）
- モンスターペアレントレ〇プ 登校拒否中の僕を迎えに来た担任の日下部先生が クソ親父に犯されるのを部屋の中から ただ覗き見る事しかできなかった…。 日下部加奈（10月22日、マドンナ）
- リゾートプールNTR 専属イイ女 × 大人のビキニ… 背徳感と開放感が交錯するNTRドラマ―。 日下部加奈（11月26日、マドンナ）
- 汗ほとばしる人妻の圧倒的な腰振りで、僕は一度も腰を動かさずに中出ししてしまった。 日下部加奈（12月24日、マドンナ）

- 妻にタオル1枚だけ渡して、変態男が集う男湯に入らせてみましたー。 日下部加奈（1月28日、マドンナ）
- 女教師NTR 不良生徒に最愛の妻を寝取られてー。 日下部加奈（2月25日、マドンナ）
- マドンナALL専属バスツアー2025 極上の美女を1人占めするのは僕だ!! 夢のハーレムを掴み取れ!! 総勢37名の大乱交SPECIAL!! 前編（2月25日、マドンナ）◎
- 愛を認めさせたくて妻と絶倫の後輩を2人きりにして3時間… 抜かずの追撃中出し計16発で妻を奪われた僕のNTR話 日下部加奈（3月25日、マドンナ）
- マドンナALL専属バスツアー2025 ハーレムを掴み取った男たちが極上の美女を独占!! 酒池肉林のお祭りはまだまだ続く!! 夢の大共演 & 大乱交FESTIVAL!! 後編（3月25日、マドンナ）◎
- 永遠に終わらない、中出し輪姦の日々。 日下部加奈（4月22日、マドンナ）
- 私の言いなり変態妻を寝取って下さい。 《専属》神乳Jカップ『晒し』ー!! 日下部加奈（5月27日、マドンナ）
- 俺の肉便器人妻、お貸しします。 10発中出しするまで帰れない、言いなり極悪成金オヤジ宅訪問。 日下部加奈（6月24日、マドンナ）
- 奇跡の専属コラボＷ凄乳初共演!! 万引き妻二人を脱がしたら物凄い爆乳という神展開で、ボク専用の言いなりＷ乳便器にしてやった。 日下部加奈 桃園怜奈（7月22日、マドンナ）

### アダルトVR
- 社内ではおっちょこちょいキャラだけど実はJカップ巨乳!さらにSEXが大好きな女子社員・日下部加奈とこっそり大恋愛しているボク!! 休日はまったり家でSEX!残業中は社内プレイ!さらに飲み会後には同僚の目を盗んで大胆SEX!シークレット社内恋愛体験VR!!（1月22日、MOODYZ）

- 付き合ってるのは二人だけの秘密。厳し過ぎる女上司は二人きりになると急に甘えてくるんです。（1月27日、アタッカーズ）
- 「ちょっと、このチ○ポ早く抜いてよ!」 風呂上がりの義姉が転んで、オナニーしてた僕のギンギンチ○ポにハマって抜けなくなっちゃった!VR（3月16日、アタッカーズ）
- 昔一緒にお風呂に入っていた幼馴染と10年ぶりにお風呂に入ってみた（10月29日、アタッカーズ）
- 日下部加奈 (本人) があなたに惚れている疑似体験。 愛人と別れ間際の切ない濃厚不倫VR（12月2日、アタッカーズ）

- 超高画質8K 日下部加奈MadonnaVR初登場!! Jカップ人妻の汗だく濡れスケ誘惑　互いの汗を舐め合う超濃密な密着交尾に溺れたひと夏（6月7日、マドンナ）

- 派遣型マッサージを頼んでやってきたのは… 執拗に乳首を弄くりイカせたがるドスケベ人妻さんだった!! Jカップでチ〇ポを揉みほぐされて中出しまで受け止めてもらった話。 日下部加奈 8KVR（7月11日、マドンナ）

### アダルト配信
2023年
- かなっぴ（8月15日、ホームエロ～ン）

2024年
- 配信限定 ハメ撮り MADOOOON!!!! マドンナ専属女優の『リアル』解禁。 日下部加奈（4月2日、マドンナ）
- かんなちゃん (sdj047)（6月20日、新世代女子）
- 配信限定 ハメ撮り MADOOOON!!!! マドンナ専属女優の『リアル』解禁。SEASON2 日下部加奈（8月6日、マドンナ）

### イメージDVD / BD
2019年
- Lover's Day 日下部加奈（11月1日、ファインピクチャーズ）◎

2020年
- 夢なら覚めないで 日下部加奈 (SPRL-028)（4月24日、Superlative）◎
- 新・湯女ごこち 1 日下部加奈（7月24日、スパイスビジュアル）

2021年
- Kana 僕だけのカノジョ（3月4日、REbecca）◎
- AV女優 日下部加奈（7月26日、スパークビジョン）◎

2022年
- 湯女美人 日下部加奈（8月31日、スパイスビジュアル）

2023年
- 夢なら覚めないで 日下部加奈 (SENS-109)（4月26日、Sensual）

2024年
- 美女のハダカ 日下部加奈（11月27日、スパイスビジュアル）

2025年
- etoile 日下部加奈（3月1日、ファインピクチャーズ）◎
- 欲望という名の陽炎 日下部加奈（6月28日、grace）◎

### 写真集
- ゴージャスプリン 日下部加奈写真集（2020年4月25日、ジーウォーク、撮影:安田一福）ISBN 978-4-86717-022-9

### デジタル写真集
- FRIDAYデジタル写真集 元トリンプ下着販売員 日下部加奈 「ボンデージ・へアヌード」（9月20日、講談社、撮影:鈴木ゴータ）
- FRIDAYデジタル写真集 元トリンプ下着販売員 日下部加奈 「大迫力へアヌード」（9月20日、講談社、撮影:鈴木ゴータ）
- FRIDAYデジタル写真集 元トリンプ下着販売員 日下部加奈 「なんと121カット! オール未公開超完全版へアヌード!!」（9月20日、講談社、撮影:鈴木ゴータ）
- 週刊大衆デジタル写真集 NUDE:7 日下部加奈（11月14日、双葉社、撮影:吉田裕之）
- Lover's Day デジタル写真集 日下部加奈（11月26日、ファインピクチャーズ、撮影：河本広幸）

- ＃NEWLOOK【girl meets street】日下部加奈（12月1日、ジーオーティー、撮影：山口雄太郎）

- Kana 僕だけのカノジョ（4月30日、REbecca）
- AV女優 日下部加奈（8月21日、スパークビジョン、撮影：SKS）
- FLOWER 日下部加奈 vol.01（8月21日、ジーウォーク、撮影：安田一福）

- トリプルHAPPYキャンペーン2023電子ふぉとぶっく（9月8日、FANZA BEAUTY COLLECTION）※FANZA『トリプルHAPPYキャンペーン2023』キャンペーンガールによる撮り下ろし写真集。FANZA限定配信。

- 11月19日は＃いい熟女の日 熟女人妻キャンペーン Special Photo Book 2024（10月22日、FANZA BEAUTY COLLECTION）※キャンペーンガール5名の撮り下ろし写真を収録。FANZA限定配信。

## 出演

### 配信
- 人気女優は何にハマってる? #おうち時間 の楽しみ方（2020年5月30日、YouTube/KAI-YOU Videos）[18] ‐ MC

### テレビ
- 綾瀬麻衣子のYouTubeのお仕事ですよ #2（2020年5月2日、エンタ!959）

### 雑誌
- 月刊FANZA 2019年5月号（ジーオーティー） - インタビュー「HATSUMONO!」
- FRIDAY 2019年10月4日号（講談社）- 袋とじ「妄想スペシャル トリンプのセールスレディが下着を脱ぐとき」
- 月刊FANZA 2019年11月号（ジーオーティー） - インタビュー
- 月刊FANZA 2019年12月号（ジーオーティー） - 表紙
- 週刊大衆 2019年12月9日号（双葉社） - グラビア「Jカップ爆乳」
- 週刊プレイボーイ 2019年12月30日号 No.52（集英社） - 「ヌクヌクしたい!!「恵体」AV女優増殖中」
- 週刊実話 2020年5月28日号（日本ジャーナル出版） - 袋とじ「爆乳露出」
- 週刊実話 2020年12月31日号（日本ジャーナル出版） - 袋とじ「J乳温泉露出」
- 週刊実話 2021年3月4日号（日本ジャーナル出版） - 袋とじ「爆乳日和」
- 週刊アサヒ芸能 2021年4月15日号（徳間書店）- グラビア
- 週刊大衆 2021年4月26日号（双葉社） - グラビア「巨乳プルルン!3大ボイン女優「春の発情フルヌード」祭り」
- 週刊実話 2021年6月17日号（日本ジャーナル出版） - 袋とじ「爆乳個人撮影」
- 週刊実話 2021年9月9日号（日本ジャーナル出版） - 袋とじ「爆乳混浴」
- 週刊実話 2022年7月14日号（日本ジャーナル出版） - 袋とじ「着崩れちゃった…」